# Maigetter Peak
Der Maigetter Peak ist ein felsiger und 750 m hoher Berg im westantarktischen Marie-Byrd-Land. In den Ford Ranges ragt er am Südufer der Block Bay als nördlichster der Birchall Peaks auf.
Teilnehmer der US-amerikanischen Byrd Antarctic Expedition (1928–1930) entdeckten ihn und fotografierten ihn bei einem Überflug am 5. Dezember 1929. Der United States Geological Survey kartierte ihn anhand eigener Vermessungen und Luftaufnahmen der United States Navy aus den Jahren von 1959 bis 1965. Das Advisory Committee on Antarctic Names benannte ihn 1970 nach dem Biologen Robert Zenn Maigetter (* 1945), der im Rahmen des United States Antarctic Program zwischen 1967 und 1968 an der Erkundung des Marie-Byrd-Lands beteiligt war.